# Troglophyes bedeli
Troglophyes bedeli es una especie de escarabajo del género Troglophyes, familia Leiodidae. Fue descrita por René Gabriel Jeannel en 1906. Se encuentra en Francia.